# Ridleyana paradoxa
Ridleyana paradoxa is een vlinder uit de familie van de grasmotten (Crambidae). De wetenschappelijke naam van de soort is voor het eerst gepubliceerd in 1901 door Eduard Hering.
De soort is voor het eerst ontdekt op het eiland Sumatra.